# Comunitat de municipis de la Costa de Penthièvre
La Comunitat de municipis de la Costa de Penthièvre (en bretó Kumuniezh kumunioù Aod Pentevr) és una estructura intercomunal francesa, situada al departament de les Costes d'Armor a la regió Bretanya, al País de Saint-Brieuc. Té una extensió de 139,41 kilòmetres quadrats i una població de 13.368 habitants (2006).

## Composició
Agrupa 6 municipis:
- La Bouillie
- Erquy
- Planguenoual
- Pléneuf-Val-André
- Plurien
- Saint-Alban